# Wen Xiu
Wen Xiu (20 de diciembre de 1909 - 17 de septiembre de 1953), también conocida como Consorte Shu, fue una de las dos esposas (consorte) de Puyi, el último emperador de China y último gobernante de la dinastía Qing. Era del clan de los mongoles Erdet (額爾德特) y su familia estaba bajo la Bandera Amarilla Bordeada de las ocho banderas.

## Biografía
Wen Xiu fue una de las candidatas que figuraban como adecuadas por la corte Qing a emperatriz consorte. Ellas no fueron exhibidas ante el emperador como había sido previamente la tradición; en cambio, se habían tomado sus fotografías y presentado a Puyi, quien se dispuso a elegir su emperatriz de entre ellas. El mismo Puyi afirmó que, de hecho, eligió a Wen Xiu como su emperatriz y no a Wan Rong.
Sin embargo, su elección no fue aprobada debido a un conflicto entre las viudas de su predecesor, que tenían diferentes favoritas entre las candidatas. Cuando llegó el momento de Puyi para casarse, la Consorte Jin y la Consorte viuda Jingyi (敬懿太妃) tuvieron una discusión sobre quién debía ser la emperatriz (esposa principal del emperador). Jin favoreció a Wan Rong mientras Jinyi prefería a Wen Xiu. En opinión de la consorte Jin, Wen Xiu no era lo suficientemente bonita para ser emperatriz y provenía de un clan familiar menor en comparación con Wan Rong. A pesar de ello, la primera opción de Puyi fue Wen Xiu, y esto frustró a la consorte Jin. Ella sostuvo una discusión con otros nobles y funcionarios de la corte imperial, y tuvieron éxito en persuadir a Puyi para seleccionar a Wan Rong como su emperatriz y nombrar a Wen Xiu como consorte. Aun así, Wen Xiu fue llevada a la corte antes que Wan Rong y él le dio la bienvenida cuando ésta llegó en 1922.
Junto con Puyi y la emperatriz Wan Rong, Wen Xiu dejó la Ciudad Prohibida en 1924, y se trasladó al Jardín Zhang (张园) en la concesión japonesa de Tianjin. De acuerdo con Puyi, Wen Xiu y Wan Rong estuvieron durante este período obsesionadas con el lujo y materiales de valor, especificado por el hecho de que tan pronto una de sus consortes recibía un regalo, la otra exigía tener lo mismo. Wen Xiu estaba, sin embargo, más insatisfecha con su vida que Wan Rong, ya que su estatus era menos importante para ella. Pidió y se le concedió el divorcio en 1931. 
De acuerdo con Puyi, Wen Xiu demostró un gran coraje y fuerza de voluntad durante el procedimiento, ya que su deseo fue desaprobado en gran medida. Tras el divorcio, Puyi, instado por exfuncionarios Qing, despojó de sus títulos imperiales a Wen Xiu. De acuerdo con Puyi, trabajó como maestra de escuela durante algunos años después del divorcio. Se casó con el Mayor Liu Zhendong en 1947.
En 2004 los descendientes de la casa imperial de la dinastía Qing otorgaron títulos póstumos a Puyi, sus dos esposas y dos concubinas. Sin embargo Wen Xiu no recibió finalmente el título póstumo porque se consideró que había sido reducida a la condición de plebeya después de que se divorció de Puyi.
Murió en 1953 a los 44 años, de un ataque al corazón.